# Creu al Mèrit Militar (Prússia)
La Creu del Mèrit Militar (alemany: Militär-Verdienstkreuz) era la màxima condecoració concedida per valentia del Regne de Prússia atorgada a sots-oficials i tropa. També era coneguda com a Creu del Mèrit Militar d'Or (Goldenes Militär-Verdienstkreuz) per distingir-la de la Medalla Militar de 1a Classe (Militär-Ehrenzeichen I. Klasse), una condecoració prussiana inferior també atorgada per valentia, que tenia la mateixa forma, però en plata. També va ser coneguda com la Pour le Mérité per sots-oficials i tropa (Orden Pour le Mérite für Unteroffiziere und Mannschaften), car la Pour le Mérite, la màxima condecoració prussiana, només era concedida a oficials.
La Creu del Mèrit Militar va ser creada pel rei Guillem I de Prússia el 27 de febrer de 1864. Estava originàriament reservada a aquells amb rang de Feldwebel (llavors el màxim rang de sots-oficial) i inferiors.
Les primeres 16 concessions van ser el 20 de setembre de 1866, durant la Guerra Austroprussiana. Durant la Guerra francoprussiana de 1870-71 no es va concedir, sinó que la principal condecoració prussiana, tant per a oficials com per tropa passà a ser la Creu de Ferro. El 1879 se'n concediren 17 a soldats russos per valentia a la Guerra russoturca de 1877-78. Abans de la I Guerra Mundial només van haver 5 concessions més: quatre per conflictes colonials i una durant la Rebel·lió dels bòxers.
Durant la I Guerra Mundial es restituí la Creu de Ferro, i durant els primers anys de la guerra de nou tornà a ser la principal condecoració prussiana. La primera Creu al Mèrit Militat va ser concedida a l'octubre de 1916, seguida de 54 concessions el 1917, i el 1918 se'n concediren fins a 1.718. Malgrat això, seguí sent una condecoració molt rara comparada al nombre de soldats alemanys i comparada al nombre de concessions que va tenir la Creu de Ferro i la majoria de condecoracions per la tropa de la resta d'estats alemanys.
Els receptors rebien una pensió mensual, la qual va ser mantinguda després de la caiguda de la monarquia prussiana al novembre de 1918 i durant el Tercer Reich, i tornà a establir-se a l'Alemanya Occidental el 1957.

## Disseny

Cinta de la medalla

Una creu pattée d'or, amb un medalló central amb el monograma reial.
Penja d'una cinta negra, amb una franja blanca als costats.